# 法定計画
法定計画（ほうていけいかく）
法令によって策定が定められ、行政指針となる計画。
行財政改革大綱計画、総合基本計画、住生活基本計画、公共防災計画（防災基本計画）、地域福祉計画、職業安定計画、市町村マスタープラン（都市計画マスタープランなど）、景観計画、地域保健医療計画など、多数ある。
一般に河川整備計画や海岸整備計画など、社会資本施設を整備するために各関連法規によって計画策定を規定されている。港湾ならば港湾計画が、港湾法第3条の3において「港湾の開発、利用及び保全並びに港湾に隣接する地域の保全に関する政令で定める事項に関する計画」と規定されている法定計画である。
総合開発計画北海道をのぞく各都府県が策定する、国土総合開発法に基づく法定計画である。
地域公共交通総合連携計画地域公共交通の活性化及び再生に関する法律に規定する法定計画であり、地域公共交通活性化・再生総合事業（国土交通省所管）認定申請を行うに当たっては、事前に策定が義務付けられている。
法定都市計画都市計画法の手続きにしたがって策定される都市計画のこと（他は任意都市計画）。都市の健全な発展と秩序ある整備を図るための土地利用、都市施設の整備および市街地再開発事業（法定再開発）などの公共事業実施に関し立案する計画で、区域区分や用途地域、地区計画策定、都市施設計画（道路、下水道など）、土地区画整理事業などが該当する。
男女共同参画基本計画男女共同参画社会基本法に基づき定められた法定計画である。

廃棄物処理計画・生活排水処理基本計画環境基本計画を基本計画とした下位計画であると同時に、廃棄物の処理及び清掃に関する法律により定めることを義務付けられた法定計画である。
地方自治体が定める障害者計画障害者基本法第9条の規定に基づき都道府県及び市町村に策定が義務付けられている法定計画である。
ポリ塩化ビフェニル廃棄物処理計画自治体内におけるPCB廃棄物の確実かつ適正な処理を推進するため、ポリ塩化ビフェニル廃棄物の適正な処理の推進に関する特別措置法第7条に基づき策定する法定計画。「廃棄物処理計画」及び国の「PCB廃棄物処理基本計画」に即して定め、確実かつ適正な処理に関する計画をたてる。
公害防止計画公害が著しい特定の地域等について、環境基本法第17条に基づいて策定する法定計画である。
公共施設地球温暖化対策推進実行計画自治体では環境基本条例や同基本計画のほかに、地球温暖化対策推進法第21条により策定が義務付けられている。
食育推進計画食育基本法第18条第1項に基づく法定計画である。
市町村行動計画次世代育成支援対策推進法に基づく法定計画であり、10年間の集中的・計画的な取組としている。
高齢者保健福祉計画老人福祉法及び介護保険法に基づき、3年ごとに市が策定する法定計画である。その他に、老人福祉法第20条の9に基づく「老人福祉計画」と介護保険法第118条に基づく「介護保険事業支援計画」がある。
障害者基本計画障害者基本法で策定を義務付けられた法定計画である。障害者採用計画は、国の障害者雇用促進法に基づき定められた法定計画で、2008年現在の計画は2005年12月に制定された第2次障害者採用計画の適正実施を求める勧告を行っている。障害福祉計画は、障害者自立支援法第88条第1項に定める法定計画である。
耐震改修促進計画建築物の耐震改修の促進に関する法律第5条第1項に規定する法定計画である。
地域防災計画災害対策基本法第42条の規定に基づく法定計画である。